# Aeroport Internacional de Dallas/Fort Worth
L'Aeroport Internacional de Dallas/Fort Worth (codi IATA: DFW, codi OACI: KDFW) (en anglès: Dallas/Fort Worth International Airport) és un aeroport situat entre les ciutats de Dallas i Fort Worth, al nord de l'estat de Texas. És el vuitè aeroport més ocupat del món en termes de passatgers, amb més de 56 milions de passatgers que hi van passar durant l'any 2009 i el tercer en termes de moviment d'aeronaus amb 638.782 enlairaments i aterratges. A més, consta d'una superfície útil de més de 73 km², convertint-se en la segona infraestructura aeroportuària més gran dels Estats Units (després de l'Aeroport Internacional de Denver) i la tercera a escala mundial. Pel que fa al nombre de pistes d'aterratge, està empatat amb l'Aeroport Internacional O'Hare de Chicago amb 7 pistes.
L'aeroport constitueix els centres de connexions més grans d'American Eagle i American Airlines, la qual opera una mitjana de 750 vols diaris els quals representen que un 85% de les seves operacions es realitzen des de l'Aeroport Internacional de Dallas/Fort Worth.

## Història
La construcció de l'aeroport es va iniciar l'any 1969. El 1972, es va dur a terme la construcció de les pistes d'aterratge. El 13 de gener del 1974 va ser la inauguració oficial de l'aeroport amb el vol 341 d'American Airlines des de Little Rock, a l'estat d'Arkansas. El 1979, American Airlines va traslladar la seva seu de Nova York a Fort Worth, just al costat de l'aeroport. El 1985 va canviar el seu nom i es va rebatejar oficialment en l'Aeroport Internacional de Dallas/Fort Worth. L'any 1989 va ser el segon aeroport més ocupat, amb 48 milions de passatgers anuals. El 1994, amb el vintè aniversari de l'obertura de l'aeroport i de la FAA es van inaugurar les dues noves torres de control, convertint-se en l'únic aeroport del món en tenir tres torres. El 22 de maig del 2005 es va posar en marxa l'Skylink, el nou tramvia d'alta velocitat de l'aeroport construït per Bombardier que connecta les diferents terminals. El 23 de juliol del mateix any, es produeix l'obertura de la nova Terminal Internacional D, de la qual el seu cost del treball va ser de 1.200 milions de dòlars.

## Terminals
L'Aeroport Internacional de Dallas-Fort Worth té cinc terminals de passatgers. Les terminals del DFW són semicirculars (excepte la Terminal D, que té una forma de "U quadrada") i construïdes al voltant del camí central de l'aeroport nord-sud, el Spur 97, també conegut com a "International Parkway".
Les terminals del DFW estan dissenyades per minimitzar la distància entre el cotxe dels passatgers i l'avió, així com per reduir el trànsit al voltant de les terminals. Una conseqüència d'aquest disseny és que els passatgers en connexió han de caminar distàncies extremadament llargues entre les portes (en haver de caminar d'un extrem semicircular de la sala a altres zones, cal caminar per tota la longitud, no hi ha accessos directes entre els extrems).
- Terminal A: té 31 portes: A9-A26, A28-A29, A33-A39
- Terminal B: té 35 portes: B3-B30, B33-B39
- Terminal C: té 31 portes: C2-C4, C6-C8, C10-C12, C14-C17, C19-C22, C24-C33, C35-C37, C39
- Terminal Internacional D: té 29 portes: D6-D8, D10-D12, D14-D18, D20-D25, D27-D31, D33-D34, D36-D40
- Terminal E: té 26 portes: E2, E4-E18, E20-E21, E31-E38

## Aerolínies i destinacions
| Companyia                                               | Destinacions | Terminal |
| ------------------------------------------------------- | --- | -------- |
| Air Canada Jazz                                         | Toronto-Pearson | D        |
| Air France                                              | de temporada: París-Charles de Gaulle (comença el 31 de març del 2019) | -        |
| AirTran Airways                                         | Atlanta, Orlando de temporada: Baltimore | E        |
| Alaska Airlines                                         | Seattle/Tacoma | E        |
| American Airlines                                       | Albuquerque, Aruba (comença el 22 de desembre del 2018), Atlanta, Augusta (Geòrgia) (comença el 3 de març del 2019), Austin, Baltimore, Birmingham (AL), Boston, Burbank (comença el 2 d'abril del 2019), Charlotte, Chicago-O'Hare, Cleveland, Colorado Springs, Columbus (OH), Dayton, Denver, Detroit, El Paso, Fayetteville (AR), Filadèlfia, Fort Lauderdale, Fort Myers, Fresno, Hartford, Honolulu, Houston-Intercontinental, Huntsville, Indianapolis, Jacksonville, Kahului, Kansas City, Las Vegas, Little Rock, Los Angeles, Louisville, McAllen, Memphis, Miami, Milwaukee, Minneapolis/St. Paul, Nashville, Norfolk, Nova York-JFK, Nova York-LaGuardia, Newark, Nova Orleans, Oklahoma City, Omaha, Ontario, Orange County, Orlando, Palm Springs, Phoenix, Pittsburgh, Portland (OR), Raleigh/Durham, Reno/Tahoe, Richmond, Sacramento, St. Louis, Salt Lake City, San Antonio, San Diego, San Francisco, San Jose (CA), San Juan, Seattle/Tacoma, Tampa, Tucson, Tulsa, Washington-Dulles, Washington-National, West Palm Beach, Wichita de temporada: Anchorage, Eagle/Vail, Hayden/Steamboat Springs, Jackson Hole, Montrose | A, C, D  |
| American Airlines                                       | Bridgetown, Belize City, Buenos Aires-Ezeiza, Calgary, Cancun, Caracas, Cozumel, Frankfurt, Guadalajara, Guatemala, Liberia (CR), Londres-Heathrow, Madrid, Ciutat de Mèxic, Montego Bay, Monterrey, Montréal-Trudeau, Nassau, Panama City, París-Charles de Gaulle, Puerto Vallarta, Rio de Janeiro-Galeão, San José (CR), San José del Cabo, San Salvador, Santiago de Chile, São Paulo-Guarulhos, Tòquio-Narita, Toronto-Pearson, Vancouver de temporada: Acapulco, Ixtapa/Zihuatanejo, Providenciales, San Pedro Sula (comença el 7 de juny del 2019), Tegucigalpa (comença el 6 de juny del 2019) | D        |
| American Eagle                                          | Abilene, Alexandria, Amarillo, Augusta (GA), Baton Rouge, Bloomington/Normal, Brownsville, Cedar Rapids, Champaign/Urbana, Charleston (SC), Chattanooga, Cheyenne, Cincinnati/Northern Kentucky, Cleveland, College Station, Columbia (SC), Columbus (GA), Columbus (OH), Corpus Christi, Dayton, Des Moines, Evansville, Fayetteville (AR), Fayetteville (NC), Fort Smith, Fort Wayne, Grand Junction, Grand Rapids, Greensboro (NC), Greenville (SC), Gulfport/Biloxi, Houston-Hobby, Jackson, Killeen, Knoxville, Lafayette, Lake Charles, Laredo, Lawton, Lexington, Little Rock, Longview, Louisville, Lubbock, Madison, Manhattan (KS), Midland-Odessa, Milwaukee, Mobile, Moline/Quad Cities, Monroe, Montgomery, Pensacola, Peoria, Rapid City (SD), Roswell, San Angelo, Santa Fe, Savannah, Shreveport, Sioux Falls, Springfield (IL), Springfield (MO), Tallahassee, Texarkana, Tulsa, Tyler, Valparaiso/Fort Walton Beach, Waco, Wichita Falls de temporada: Asheville, Gunnison/Crested Butte, Montrose, Myrtle Beach | B, D     |
| American Eagle                                          | Aguascalientes, Chihuahua, Guadalajara, León/El Bajio, San Luis Potosí, Torreón/Gómez Palacio, Queretaro, Veracruz | D        |
| American Eagle operat per Executive Airlines            | Amarillo, College Station, Fort Smith, Joplin, Killeen, Lawton, Longview, Lubbock, Midland/Odessa, Monroe, San Angelo, Shreveport, Texarkana, Tyler, Waco, Wichita Falls | B        |
| British Airways                                         | Londres-Heathrow | D        |
| Continental Airlines                                    | Houston-Intercontinental, Newark | E        |
| Continental Express operat per Chautauqua Airlines      | Cleveland, Houston-Intercontinental | E        |
| Continental Express operat per ExpressJet Airlines      | Cleveland, Houston-Intercontinental | E        |
| Delta Air Lines                                         | Atlanta, Detroit, Minneapolis/St. Paul, de temporada: Salt Lake City | E        |
| Delta Connection operat per Atlantic Southeast Airlines | Cincinnati/Northern Kentucky | E        |
| Delta Connection operat per Comair                      | Cincinnati/Northern Kentucky, Memphis, Minneapolis/St. Paul, Nova York-JFK | E        |
| Delta Connection operat per Compass Airlines            | Detroit, Minneapolis/St. Paul | E        |
| Delta Connection operat per Mesaba Airlines             | Cincinnati/Northern Kentucky, Detroit, Memphis, Minneapolis/St. Paul, Salt Lake City | E        |
| Delta Connection operat per Pinnacle Airlines           | Memphis | E        |
| Delta Connection operat per SkyWest Airlines            | Salt Lake City | E        |
| Frontier Airlines                                       | Denver | E        |
| Frontier Airlines operat per Republic Airlines          | Denver, Milwaukee | E        |
| KLM                                                     | Amsterdam | D        |
| Korean Air                                              | Seül-Incheon | D        |
| Lufthansa                                               | Frankfurt | D        |
| Qantas                                                  | Brisbane, Sydney | D        |
| Spirit Airlines                                         | Fort Lauderdale, Las Vegas | E        |
| Sun Country Airlines                                    | Cancun, Minneapolis/St. Paul Seasonal: Cozumel, Puerto Vallarta | D        |
| TACA                                                    | San Salvador | D        |
| United Airlines                                         | Chicago-O'Hare, Denver, San Francisco, Washington-Dulles | E        |
| United Express operat per Shuttle America               | Chicago-O'Hare, Denver, Washington-Dulles | E        |
| United Express operat per SkyWest Airlines              | Chicago-O'Hare, Cleveland, Denver, Houston-Intercontinental, Los Angeles, San Francisco, Washington-Dulles | E        |
| US Airways                                              | Charlotte, Filadèlfia, Las Vegas, Phoenix | E        |
| US Airways Express operat per Republic Airlines         | Charlotte, Filadèlfia, Washington-National | E        |
| Virgin America                                          | Los Angeles, San Francisco | E        |